# Krithe
Krithe is een geslacht van mosselkreeftjes uit de familie van de Krithidae.

## Kenmerken
De schelp is dun met een glad en gepolijst oppervlak. 

## Verspreiding en leefgebied
Krithe is een kosmopolitisch geslacht dat overvloedig in alle wereldzeeën voorkomt. Het is het meest voorkomende genus van mosselkreeftjes in de diepzee. Krithe-soorten komen minder vaak voor in ondiep water; de bekendste ondiepe soort is K. praetexta, die Sars vond aan de kust van Noorwegen. 

## Taxonomie
George Stewardson Brady, H.W. Crosskey en David Robertson introduceerden de naam Krithe in 1874 als de nieuwe benaming voor het geslacht Ilyobates, dat de Noorse bioloog Georg Ossian Sars in 1866 had beschreven. De naam Ilyobates bleek echter reeds in gebruik.  Ze beschouwden de typesoort van Ilyobates, Ilyobates praetexta, als taxonomisch synoniem van Cythere (Cytherideis) bartonensis (R.T. Jones, 1857). In 1889 noemden Brady en Norman C. bartonensis als typesoort van Krithe. Sommige auteurs zijn echter van oordeel dat C. (C.) bartonensis en I. praetexta niet identiek zijn en dat de typesoort van Krithe I. praetexta is. Er zijn meer dan honderd soorten beschreven. 

## Fossiele vondsten
Krithe-fossielen zijn aangetroffen in stratigrafische waarnemingen die teruggaan tot het Cenomanien, ten minste 97 miljoen jaar geleden.

## Soorten
- Krithe (Austrokrithe) magna (Hartmann, 1986) Hartmann, 1994
- Krithe (Profundocythere) parva (Hartmann, 1985) Hartmann, 1988
- Krithe adamentina Rosyjeva, 1962 †
- Krithe adelspergi Brouwers, 1990
- Krithe aequabilis Ciampo, 1986
- Krithe angusta Brady & Norman, 1889
- Krithe anomala Abate, Barra, Aiello & Bonaduce, 1993 †
- Krithe antisawanensis Ishizaki, 1966 †
- Krithe aquilonia Coles, Whatley & Moguilevsky, 1994
- Krithe ardoniensis Schneider in Suzin, 1956
- Krithe ayressi Coles, Whatley & Moguilevsky, 1994
- Krithe bastorfensis Pietrzeniuk, 1969 †
- Krithe bisnasi Bhandari, 1992 †
- Krithe boldyi Banerji, 1970 †
- Krithe bonnemai Deroo, 1966 †
- Krithe bradiana Lienenklaus, 1894 †
- Krithe burdigalia Ahmad, Neale & Siddiqui, 1991 †
- Krithe burkholderi Brouwers, 1990
- Krithe cancuenensis Bold, 1946 †
- Krithe capensis Dingle, Lord & Boomer, 1990
- Krithe caudata Bold, 1946 †
- Krithe chichiuchianga Hu & Tao, 2008
- Krithe citae Oertli, 1961 †
- Krithe coimbrai Carmo & Sanguinetti, 1999
- Krithe comma Ayress, Barrows, Passlow & Whatley, 1999
- Krithe compressa (Seguenza, 1880) Ruggieri, 1952 †
- Krithe contracta Oertli, 1961 †
- Krithe cordiformis Terquem, 1885 †
- Krithe crassicaudata Bold, 1946 †
- Krithe cubensis Bold, 1946 †
- Krithe curvidorsalis Mandelstam, 1962 †
- Krithe cushmani Alexander, 1929 †
- Krithe deltelae Mckenzie et al., 1979 †
- Krithe dertonensis (Ruggieri, 1962) Ruggieri, 1992 †
- Krithe dilata Ayress, Barrows, Passlow & Whatley, 1999
- Krithe dolichodeira Bold, 1946 †
- Krithe droogeri Keij, 1953
- Krithe dubia Bonaduce, MasoLi & Pugliese, 1976
- Krithe echolsae Esker, 1968 †
- Krithe elongata (Jones & Kirkby, 1896) Bold, 1966 †
- Krithe elongata Bold, 1960 †
- Krithe exigua Abate, Barra, Aiello & Bonaduce, 1993 †
- Krithe faceta Nikolaeva, 1981 †
- Krithe frutex Abate, Barra, Aiello & Bonaduce, 1993 †
- Krithe galei Crouch, 1949 †
- Krithe galericulum Schneider, 1949 †
- Krithe gigantea (Mehes, 1941) Brestenska, 1975 †
- Krithe glacialis Brady, Crosskey & Robertson, 1874 †
- Krithe gnoma Carmo & Sanguinetti, 1999
- Krithe gobanensis Coles, Whatley & Moguilevsky, 1994
- Krithe gracilis (Reuss, 1850) Lienenklaus, 1895 †
- Krithe guatemalensis Bold, 1946 †
- Krithe hanaii Ishizaki, 1983 †
- Krithe hemideclivata (Ruan in Zeng, Ruan, Xu, Sun & Su, 1988) Whatley & Zhao (Yi-Chun), 1993
- Krithe hiwanneensis Howe & Lea in Howe & Law, 1936 †
- Krithe hyalina Brady, 1880
- Krithe implicata Mandelstam, 1958 †
- Krithe inflata Terquem, 1885 †
- Krithe iniqua Abate, Barra, Aiello & Bonaduce, 1993 †
- Krithe interrupta Dieci & Russo, 1965 †
- Krithe introcurva Hao (Yi-Chun) in Ruan & Hao (Yi-Chun), 1988
- Krithe japonica Ishizaki, 1971
- Krithe kalambainaensis (Reyment, 1981) Carbonnel, Alzouma & Dikouma, 1990 †
- Krithe keyi Breman, 1978
- Krithe kollmanni Pokorny, 1980 †
- Krithe kritheformis (Veen, 1935) Deroo, 1966 †
- Krithe kroemmelbeini Jain, 1978
- Krithe kueitaoyei Hu & Tao, 2008
- Krithe lambi Bold, 1966 †
- Krithe langhiana Oertli, 1961 †
- Krithe liebaui Ahmad, Neale & Siddiqui, 1991 †
- Krithe londinensis Jones & Sherborn, 1887 †
- Krithe lunata (Veen, 1935) Deroo, 1966 †
- Krithe luyensis Deltel, 1963 †
- Krithe marialuiaae Abate, Barra, Aiello & Bonaduce, 1993 †
- Krithe marialuisae Abate, Barra, Aiello & Bonaduce, 1993
- Krithe martinssoni Colalongo & Pasini, 1988 †
- Krithe mazziniae Yasuhara, Cronin, Hunt & Hodell, 2009
- Krithe medioelata Ahmad, Neale & Siddiqui, 1991 †
- Krithe minima Coles, Whatley & Moguilevsky, 1994
- Krithe mirabilis Urvanova, 1970 †
- Krithe misrii Banerji, 1970 †
- Krithe monosteracensis (Seguenza, 1880) Ascoli, 1965 †
- Krithe montensis Deroo, 1966 †
- Krithe morkhoveni Bold, 1960 †
- Krithe mutveii Neufville, 1973 †
- Krithe nibelaensis Dingle, 1981 †
- Krithe nitida Whatley & Downing, 1984 †
- Krithe nobilisa Rosyjeva, 1962 †
- Krithe obesa Soenmez-Goekcen, 1973 †
- Krithe obesolla Hu, 1982 †
- Krithe oertlii Dieci & Russo, 1967 †
- Krithe oryza Neale & Singh, 1985 †
- Krithe oudiapurensis Jain, 1975 †
- Krithe ovoidea Ruan in Ruan & Hao (Yi-Chun), 1988
- Krithe paoovaniae Colalongo & Pasini, 1988 †
- Krithe papillosa (Bosquet, 1852) Apostolescu, 1955 †
- Krithe parallela Mehes, 1908 †
- Krithe parvipora Abate, Barra, Aiello & Bonaduce, 1993 †
- Krithe parvula Deltel, 1963 †
- Krithe perattica Alexander, 1934 †
- Krithe pernoides (Bornemann, 1855) Kuiper, 1918 †
- Krithe perpulchra Abate, Barra, Aiello & Bonaduce, 1993 †
- Krithe pertusa Nikolaeva, 1978 †
- Krithe peypouqueti Dingle, Lord & Boomer, 1990
- Krithe polita Damotte, 1965 †
- Krithe postcircularis Mckenzie & Reyment & Reyment, 1993 †
- Krithe posticliva (Hao, 1988)
- Krithe postprojecta Schmidt, 1948 †
- Krithe praemorkhoveni Coles, Whatley & Moguilevsky, 1994
- Krithe praetexta (Sars, 1866) Brady, Crosskey & Robertson, 1874
- Krithe producta Brady, 1880
- Krithe prolata Ayress, Barrows, Passlow & Whatley, 1999
- Krithe prolixa Bold, 1966 †
- Krithe pseudocomma Ayress, Barrows, Passlow & Whatley, 1999
- Krithe radiolata Egger, 1901
- Krithe regularis Coles, Whatley & Moguilevsky, 1994
- Krithe reniformis (Brady, 1868) Brady & Norman, 1889
- Krithe retroflexa Nikolaeva, 1981 †
- Krithe retrusa Schneider in Nikitina & Schneider, 1966 †
- Krithe reversa Bold, 1958 †
- Krithe rex Dingle, Lord & Boomer, 1990
- Krithe rocana Bertels, 1973 †
- Krithe saundersi Bold, 1960 †
- Krithe sawanensis Hanai, 1959
- Krithe semireversa Singh & Pornal, 1989 †
- Krithe setosa Rudjakov, 1961
- Krithe similis Mueller, 1894
- Krithe simplex (Jones & Hinde, 1890) Sharapova, 1939 †
- Krithe singularis Li, 1963 †
- Krithe snansoni Milhau, 1993 †
- Krithe solomoni Honigstein, 1984 †
- Krithe sonnbergensis Van Hinte, 1962 †
- Krithe spatularis Dingle, Lord & Boomer, 1990
- Krithe sphaenoidea Ruan in Ruan & Hao (Yi-Chun), 1988
- Krithe subreniformis Jones & Kirkby, 1896 †
- Krithe subtruncata (Dieci & Russo, 1965) Dieci & Russo, 1967 †
- Krithe surugensis Zhou & Ikeya, 1992
- Krithe swaini Benson & Tatro, 1964 †
- Krithe swansoni Milau, 1993
- Krithe triangularis Ayress, Barrows, Passlow & Whatley, 1999
- Krithe trichinopolitensis Banerji, 1970 †
- Krithe trinidadensis Bold, 1958
- Krithe truncata Soenmez-Goekcen, 1973 †
- Krithe tumida Brady, 1880
- Krithe turkmenica Rosyjeva, 1962 †
- Krithe ukrainica Mandelstam, 1962 †
- Krithe undecimradiata Ruggieri in Greco, Ruggieri & Sprovieri, 1974 †
- Krithe vandenboldi Steineck, 1981 †
- Krithe vanveenae Deroo, 1966 †
- Krithe vicksburgensis Howe & Law, 1936 †
- Krithe whitecliffsensis Crane, 1965 †